# Theodor Siegel
Theodor Siegel (* 21. September 1940 in Gelsenkirchen) ist ein deutscher Wirtschaftswissenschaftler und emeritierter Hochschullehrer.

## Leben und Wirken
Theodor Siegel absolvierte nach der Mittleren Reife an der Städtischen Realschule Gladbeck eine kaufmännische Lehre bei einer Gladbecker Bauunternehmung. Nach dem Grundwehrdienst besuchte er in Gelsenkirchen das Abendgymnasium, wo er 1966 das Abitur ablegte. Anschließend studierte er ab 1970 Betriebswirtschaftslehre (BWL) an der Technischen Universität Berlin, wobei juristische Studien enthalten waren.
Nach dem Examen zum Diplom-Kaufmann 1970 war er bis 1975 an der Technischen Universität Berlin als Wissenschaftlicher Assistent am Lehrstuhl für BWL, insbesondere Industriebetriebslehre (Bernhard Hartmann), tätig. In dieser Zeit erfolgte dort 1973 seine Promotion mit einer Arbeit zur Maschinenbelegungsplanung. 1976 habilitierte er sich ebendort zu betriebswirtschaftlich-steuerlicher Thematik für das Fach BWL.
1976 bis 1983 übernahm Siegel eine Professur für BWL, insbesondere Betriebswirtschaftliche Steuerlehre, an der Universität Hannover und bekleidete von 1983 bis 1988 die Professur für BWL, insbesondere Wirtschaftsprüfungswesen, an der Universität Gesamthochschule Essen. Von 1988 bis 1994 hatte er den Lehrstuhl für BWL, insbesondere Wirtschaftsprüfung und Treuhandwesen, an der Technischen Universität Berlin inne. Er hielt Gastvorträge an vielen Universitäten in Deutschland und Österreich. 1991 lehnte er Rufe auf Lehrstühle an der Ruhr-Universität Bochum und an der Universität Wien ab.
Siegel lehrte von 1994 bis zu seinem Eintritt in den Ruhestand im Jahr 2005 als Professor an der Humboldt-Universität zu Berlin, wo er zugleich Direktor des Instituts für Rechnungswesen und Wirtschaftsprüfung war.

## Mitgliedschaften (Auswahl)
Siegel ist u. a. Mitglied im Ausschuss Unternehmensrechnung des Verein für Sozialpolitik sowie im Verband der Hochschullehrer für Betriebswirtschaft, dort insbesondere in den Wissenschaftlichen Kommissionen Betriebswirtschaftliche Steuerlehre und Rechnungswesen. Im Verband der Hochschullehrer für Betriebswirtschaft war er 1999 bis 2000 Zweiter Vorsitzender des Verbandes und Vorsitzender der Mitgliedschaftskommission. 1989 bis 1991 war er Vorsitzender der Wissenschaftlichen Kommission Betriebswirtschaftliche Steuerlehre sowie von 2001 bis 2003 Vorsitzender der Wissenschaftlichen Kommission Rechnungswesen.

## Wissenschaftliche Schwerpunkte
Schwerpunkte in Forschung und Lehre sind die Betriebswirtschaftslehre, insbesondere die betriebswirtschaftliche Steuerlehre bzw. Rechnungswesen und Wirtschaftsprüfung. Er legte u. a. Arbeiten zur Unternehmensbewertung sowie zur inhaltlichen Klärung des Kalkulationszinsfußes vor und löste eine Diskussion zur Relevanz oder Irrelevanz fixer Kosten bei Unsicherheit aus. Zudem beschäftigte er sich mit Problemen der Besteuerung, insbesondere bezüglich der Integration ökonomischer und juristischer Aspekte. Vor der Körperschaftsteuerreform 2000 initiierte er die Warnung „Verteidigt das Anrechnungsverfahren gegen unbedachte Reformen“ von etwa 80 Autoren bzw. Mitunterzeichnern. Gegen die von anderen Ökonomen geforderte Beseitigung der Einkommensteuer durch eine Konsumsteuer (einer Art Umsatzsteuer) als Basissteuer trat Siegel mit normativen Argumenten auf. Seine ethisch abgeleiteten Vorstellungen über einen Sollzustand des Steuerrechts trägt Siegel umfassend in einem einschlägigen Beitrag im Handbuch der Wirtschaftsethik vor. Des Weiteren beschäftigte er sich auch mit dem Ehegattensplitting und bei Privatausgaben sowie mit der erforderlichen Reform der Besteuerung der Altersrenten.

## Schriften (Auswahl)
- Optimale Maschinenbelegungsplanung. Zweckmäßigkeit der Zielkriterien und Verfahren zur Lösung des Reihenfolgeproblems. Schmidt, Berlin 1974, ISBN 3-503-01101-3.
- Steuerwirkungen und Steuerpolitik in der Unternehmung. Physica-Verlag, Würzburg/Wien 1982, ISBN 3-7908-0246-8.
- mit Klaus Dittmar Haase, Dieter Schneeloch: Besteuerung der Gesellschafterfremdfinanzierung. Eine betriebswirtschaftliche Stellungnahme zum geplanten § 8a KStG. Fachverlag für Wirtschafts- und Steuerrecht Schäfer, Stuttgart, ISBN 3-8202-0257-9.
- Arbeitsbuch Steuerrecht. Strukturen der Besteuerung; Grundzüge des Steuersystems in Strukturübersichten, Beispielen und Aufgaben. Oldenbourg, München 1988, ISBN 3-486-20739-3.
- mit Peter Bareis: Strukturen der Besteuerung. Betriebswirtschaftliches Arbeitsbuch Steuerrecht. Oldenbourg, München 1998, 3. überarbeitete Auflage, ISBN 3-486-22485-9.
- Steuern. In: Handbuch der Wirtschaftsethik (Hrsg. Wilhelm Korff et al.) Band 3: Ethik wirtschaftlichen Handelns; Gütersloh 1999; S. 354–398.
- Konsum- oder einkommensorientierte Besteuerung? Aspekte quantitativer und qualitativer Beweisführung. In: Schmalenbachs Zeitschrift für betriebswirtschaftliche Forschung, 52. Jg. (2000), S. 724–741.
- Bilanztheorie. In: Handwörterbuch Unternehmensrechnung und Controlling; 4. Auflage (Hrsg. Hans-Ulrich Küpper, Alfred Wagenhofer), Stuttgart 2002; S. 195–207.
- als Hrsg. mit Paul Kirchhof, Dieter Schneeloch, Uwe Schramm: Steuertheorie, Steuerpolitik und Steuerpraxis. Schäffer-Poeschel, Stuttgart 2005, ISBN 3-7910-2369-1.
- mit Peter Bareis: Das Ehegattensplitting im Widerspruch zu den Besteuerungsprinzipien. In: Steuer und Wirtschaft, 93. Jg. (2016), S. 306–315.
- Eine systematische, prinzipienorientierte Einkommensteuer – eine Utopie? Perspektiven im Gedenken an Peter Bareis. In: Finanz-Rundschau, 101. Jg. (2019), S. 353–359 und 472–474.

- Dieter Schneider, Dieter Rückle, Hans-Ulrich Küpper, Franz W. Wagner (Hrsg.): Kritisches zu Rechnungslegung und Unternehmensbesteuerung. Festschrift zur Vollendung des 65. Lebensjahres von Theodor Siegel. Duncker & Humblot, Berlin 2005, ISBN 3-428-11382-9.